# براندان باربر
براندان باربر (بالإنجليزية: Brendan Barber)‏ هو نقابي بريطاني، ولد في 3 أبريل 1951 في ساوثبورت ‏ في المملكة المتحدة.